# كاميلو غونزاليس
كاميلو غونزاليس (بالإسبانية: Camilo González)‏ هو مؤرخ كولومبي، ولد في 27 يونيو 1947 في بوبايان في كولومبيا.